# ガイウス・マルキウス・フィグルス (紀元前162年の執政官)
クイウス・マルキウス・フィグルス（Gaius Marcius Figulus、生没年不詳）は紀元前2世紀中頃の、共和政ローマの政治家・軍人。紀元前162年と紀元前156年に執政官（コンスル）を務めた。

## 出自
フィグルスはプレブス（平民）であるマルキウス氏族の出身である。紀元前367年のリキニウス・セクスティウス法によりプレブスも執政官になることが認められると、マルキウス氏族も高位の役職を得るようになった。後の紀元前1世紀に作られた系図では伝説的な愛国者グナエウス・マルキウス・コリオラヌスを先祖としているが、これが正しいとすれば王政ローマの第4代王アンクス・マルキウスにたどり着き、さらに母方をたどると第2代王ヌマ・ポンピリウスにつながる。古代の系図学者は、マルキウス氏族はヌマ・ポンピリウスの血をひくことから、軍神マールスの子孫としている。
紀元前4世紀半ばにガイウス・マルキウス・ルティルスは、プレブス出身者として始めて独裁官（ディクタトル）とケンソルに就任し、また執政官を四度務めている。この点について、ドイツの歴史家ミュンツァーは、マルキウス氏族は実際にはパトリキ（貴族）の起源を持つと推察している。
カピトリヌスのファスティによればフィグルスの父のプラエノーメン（第一名、個人名）はガイウス、祖父はクィントゥスである。ミュンツァーは、祖父は紀元前281年の執政官クィントゥス・マルキウス・ピリップスの可能性があるとしている。

## 経歴
フィグルスに関する最初の言及は、紀元前169年のことで、この年にプラエトルを務めた。従兄弟とされる執政官クィントゥス・マルキウス・ピリップスと共に、二人のマルキウス氏族が2年前に始まっていた第三次マケドニア戦争で軍の指揮を執ることとなった。ピリップスは陸軍を、フィグルスは海軍を率いた。おそらく、第二次マケドニア戦争で、陸軍をティトゥス・クィンクティウス・フラミニヌス、海軍をルキウス・クィンクティウス・フラミニヌスの兄弟が率いて勝利したことにあやかったものであろう。
紀元前169年春、二人のマルキウスは共にブルンディシウムからバルカン半島に渡った。ウンブリアで二人は別れ、陸軍を率いるピリップスはテッサリアに、海軍を率いるフィグルスはハルキダに向かった。しかし、二人は直ぐにテッサリアで合流し、マケドニア南西部に対して海陸から攻撃をかけた。フィグルスの海軍は沿岸部を破壊し、また陸軍への補給を行った。しかし、この作戦は成功とは言えず、ローマ軍はテッサロニキから撤退した。アンティゴニアの戦いで、マケドニア軍の投擲兵器によって甚大な損害を受けたためである。その後カッサンドリアの攻略を試みるも、これも撃退された。冬が来るとフィグルスはオレアで冬営に入ったが、病気が蔓延し逃亡兵も相次いだ。このため紀元前168年初頭に後任のグナエウス・オクタウィウスに軍を引き渡した際には、ローマ軍の戦力は大きく低下していた。フィグルスは、ローマ軍の敗北の責任をペルガモン王エウメネス2世に押し付けようとした。
紀元前162年、フィグルスは執政官に就任する。同僚のパトリキ（貴族）執政官はプブリウス・コルネリウス・スキピオ・ナシカ・コルクルムであった。フィグルスはガリアを管轄することとなり、任地に向けて出発した。ところが選挙を管理したティベリウス・センプロニウス・グラックスが、鳥占いで悪い兆候が出たと言い始めた。結局二人はローマに呼び戻され、辞任することとなった。補充執政官としてプブリウス・コルネリウス・レントゥルスとグナエウス・ドミティウス・アヘノバルブスが選出された。
紀元前156年、フィグルスは再度執政官に就任する。同僚執政官はルキウス・コルネリウス・レントゥルス・ルプスであった。フィグルスはローマ領イリュリアで略奪を行った、ダルマシアとの戦争を開始した。開戦当初は上手く行かなかったが、年末には戦争の主導権を握り、ダルマシアの首都を包囲した。翌年、後継執政官で、かつ前回の執政官の同僚であったスキピオ・ナシカがこの戦争を終わらせた。

## 子孫
フィグルスには同名の息子がおり、傑出した法律家として知られている。

## 参考資料

### 古代の資料
- アウレリウス・ウィクトル『ローマ共和政偉人伝』
- カピトリヌスのファスティ
- ティトゥス・リウィウス『ローマ建国史』
- プルタルコス『対比列伝』
- ガイウス・スエトニウス・トランクィッルス『皇帝伝』

### 研究書
- Broughton R. Magistrates of the Roman Republic. - New York, 1951. - Vol. I. - P. 558.
- Münzer F. Marcius // Paulys Realencyclopädie der classischen Altertumswissenschaft . - 1930. - Bd. IV. - S. 1535-1540.
- Münzer F. Marcius 61 // Paulys Realencyclopädie der classischen Altertumswissenschaft . - 1930. - Bd. IV. - S. 1557-1559.
- Münzer F. Marcius 62 // Paulys Realencyclopädie der classischen Altertumswissenschaft . - 1930. - Bd. IV. - S. 1559.
- Münzer F. Römische Adelsparteien und Adelsfamilien. - Stuttgart, 1920.